# De Violeta Parra
De Violeta Parra es el tercer álbum de estudio del dúo de cantautores chilenos Isabel y Ángel Parra, hijos de Violeta Parra, lanzado por el sello Demon en 1966. Fue posteriormente relanzado en 1971 por el sello DICAP, bajo el título De Violeta, con otra carátula pero el mismo repertorio y orden de canciones (siendo así uno de los pocos álbumes de DICAP que no corresponden a su versión original) y más tarde en 1975 por el sello español Movieplay, bajo el nombre Violeta.
Este es un álbum tributo en homenaje a la madre de los músicos. Por lo mismo, todas las canciones están compuestas por Violeta. El lado A es interpretado en su totalidad por Isabel Parra, mientras que el lado B es interpretado por Ángel. Sólo los temas que cierran ambos lados están interpretados por ambos. Los arreglos y dirección musical de los temas 1, 3 y 5 corresponden a Sergio Ortega.

## Lista de canciones
Toda la música compuesta por Violeta Parra. 
| Lado A |                                      |          |  |
| N.º    | Título                               | Duración |  |
| 1.     | «Santiago, penando estás» (Lamento)  | 5:12     |  |
| 2.     | «Corazón maldito» (canción-sirilla)  | 2:39     |  |
| 3.     | «Volver a los 17» (canción-sirilla)  | 2:58     |  |
| 4.     | «Cuecas del libro» (cueca)           | 2:54     |  |
| 5.     | «Rin del angelito» (rin)             | 2:06     |  |
| 6.     | «La pericona se ha muerto» (pericón) | 2:30     |  |
| 18:19  |                                      |          |  |

| Lado B |                                               |          |  |
| N.º    | Título                                        | Duración |  |
| 7.     | «Y arriba quemando el sol» (lamento)          | 2:34     |  |
| 8.     | «Me gustan los estudiantes» (estilo parabién) | 2:40     |  |
| 9.     | «Qué he sacado con quererte» (canción)        | 3:51     |  |
| 10.    | «Arauco tiene una pena» (parabién)            | 2:48     |  |
| 11.    | «Una copla me ha cantado» (lamento)           | 4:08     |  |
| 16:01  |                                               |          |  |

## Créditos
- Sergio Ortega: arreglos y dirección musical en temas 1, 3 y 5.[2]

Edición de 1975:
- Antonio Gómez: notas de la carátula.